# Ambre Esnault
Ambre Esnault, född 21 februari 2002 i Hyères, är en fransk konstsimmare. 

## Karriär
I augusti 2022 vid EM i Rom var Esnault en del av Frankrikes lag som tog brons i både det tekniska och fria lagprogrammet samt i highlight.
I juni 2023 vid europeiska spelen i Kraków-Małopolska var Esnault en del av Frankrikes lag som tog guld i det akrobatiska lagprogrammet och brons i det tekniska lagprogrammet. Vid olympiska sommarspelen 2024 i Paris var hon en del av Frankrikes lag som slutade på fjärde plats i lagtävlingen.
Vid konstsim-EM 2025 i Funchal var Esnault en del av Frankrikes lag som tog brons i det tekniska lagprogrammet.